# Stenula incola
Stenula incola är en kräftdjursart som beskrevs av J. L. Barnard 1969. Stenula incola ingår i släktet Stenula och familjen Stenothoidae. Inga underarter finns listade i Catalogue of Life.